# 勒布勒维耶特
勒布勒维耶特（法語：Rebreuviette，法語發音：[ʁəbʁœvjɛt]）是法国上法蘭西大區加来海峡省的一个市镇，属于阿拉斯区。

## 地理
勒布勒维耶特（50°15'44"N, 2°21'39"E）面积8.42 平方千米，位于法国上法蘭西大區加来海峡省，该省份为法国北部沿海省份，西北濒北海，南至索姆省，东临北部省。
与勒布勒维耶特接壤的市镇（或旧市镇、城区）包括：乌万-乌维尼厄勒、卡内特蒙、埃斯特雷瓦曼、伊韦尔尼、康什河畔勒布勒沃。

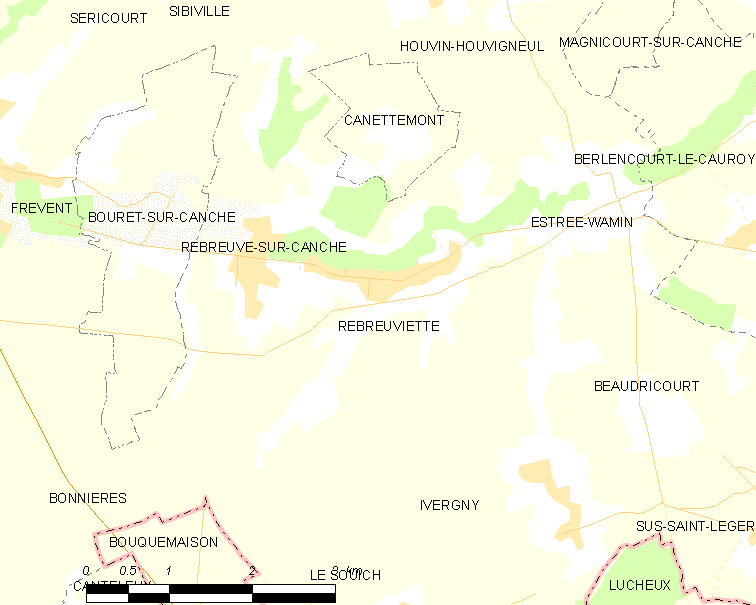
勒布勒维耶特的OSM定位图

勒布勒维耶特的时区为UTC+01:00、UTC+02:00（夏令时）。

## 行政
勒布勒维耶特的邮政编码为62270，INSEE市镇编码为62695。

## 政治
勒布勒维耶特所属的省级选区为阿韦讷勒孔特县。

## 人口

1962-2008年间勒布勒维耶特人口变化图示

勒布勒维耶特于2022年1月1日时的人口数量为253人。